# Зузана Долинкова
Зузана Долинкова (на словашки: Zuzana Dolinková) е словашка политичка и юристка от партия „Глас – социалдемокрация“. От 25 октомври 2023 г. е министър на здравеопазването на Словакия в четвъртото правителство на Роберт Фицо.

## Биография
Родена е на 20 януари 1983 г. в град Тополчани, Нитрански край, Словашка социалистическа република, Чехословакия. През 2002 г. постъпва в Юридическия факултет на Университета „Коменски“ в Братислава, след което получава магистърска степен през 2007 г. През 2009 г. получава научната титла доктор по право.
От 2004 до 2007 г. работи като асистент в адвокатската кантора на Маргита Чуленова в Братислава. От 2008 до 2015 г. е юрисконсулт в адвокатската кантора на Ондрей Шкодлер, а по-късно в Škodler & Partners в Братислава. Работила е основно в областта на медицинското право.
От 2015 до 2021 г. ръководи профсъюза на доставчиците на извънболнични медицински услуги – Zväz ambulantných poskytovateľov (ZAP), основан от Словашката медицинска палата (SLK), първоначално като изпълнителен директор, през 2019 г. става председател на борда, а през 2020 г. става президент. Представлява интересите на медицинските работници при преговори със застрахователни компании. От юли до декември 2017 г. е изпълнителен директор на LEKÁR (център за обучение на SLK).

## Политическа дейност
На парламентарните избори през 2020 г. е кандидат за депутат от партия „Добър избор“, като е 11-а в листата. Партията не преодолява избирателната бариера от 5 процента.
През 2021 г. се присъединява към партия „Глас – социалдемокрация“, като е избрана за заместник-председател на партията.
На парламентарните избори през 2023 г. е кандидат за депутат от партия „Глас – социалдемокрация“, като е 5-а в листата и е избрана за депутат, получава 20 153 гласа. След назначаването ѝ в правителството мандатът ѝ преминава към Мирослав Челар.
На 25 октомври 2023 г. е назначена за министър на здравеопазването на Словакия в правителството, ръководено от министър-председателя Роберт Фицо (от „Посока – социална демокрация“).